# 加藤東一
加藤 東一（かとう とういち、1916年（大正5年）1月6日 - 1996年（平成8年）12月31日 ）は、日本画家、日展理事長。岐阜県岐阜市出身。

## 略歴
- 1916年（大正5年）　漆器商加藤梅太郎・ため夫妻の五男として、岐阜市美殿町で生まれる。兄は日本画家の加藤栄三。
- 1947年（昭和22年）　東京美術学校（現在の東京芸術大学美術学部）日本画科を卒業。第3回日展「白暮」初出品、初入選。
- 1948年（昭和23年）　山口蓬春に師事する。
- 1952年（昭和27年）　第8回日展「草原」特選受賞。
- 1955年（昭和30年）　第11回日展「砂丘」特選および白寿賞受賞。
- 1969年（昭和44年）　藤沢市鵠沼に居住。
- 1970年（昭和45年）　改組第2回日展「残照の浜」内閣総理大臣賞受賞。
- 1977年（昭和52年）　前年の日展出品作「女人」で日本芸術院賞受賞[1]。
- 1984年（昭和59年）　日本芸術院会員となる。
- 1989年（平成元年）　日展理事長となる。
- 1991年（平成3年）　第1回岐阜市民栄誉賞受賞。
- 1993年（平成5年）　鹿苑寺（金閣寺）大書院障壁画完成。
- 1995年（平成7年）　文化功労者。
- 1996年（平成8年）　岐阜市名誉市民となる[2]。
- 1996年（平成8年）　肺炎のため没。享年80。勲二等瑞宝章を受ける。
- 1997年（平成9年）　藤沢市名誉市民となる[3]。

## その他
- 岐阜市岐阜公園内に加藤栄三・東一記念美術館（岐阜市歴史博物館分館）がある。